# Akradio
Akradio est une localité du sud de la Côte d'Ivoire, et appartenant au département de Dabou, dans la région Grands-Ponts. La localité d'Akradio est un chef-lieu de commune.